# Блаа
Блаа [blɑː], або Вотерфордський блаа — це тісто, булочка (булочка) з білого хліба особливо асоціюється з Вотерфордом, Ірландія. Нині її виготовляють у Вотерфорді.
Блаа продаються у двох різновидах: «м'який» та «хрусткий». М'які блаа мають трохи солодкуватий, солодовий смак, легкий, але твердий за текстурою і тане в роті. Хрусткі блаа спочатку хрустять, потім жуються з витонченим солодовим смаком і приємним гірким присмаком від добре приготовленої темної скоринки.
Їдять їх в основному за сніданком із маслом, їх також їдять в інший час доби з найрізноманітнішими начинками (включаючи тип м'яса для обіду, яке часто називають «червоним свинцем»). Блаа-сніданок (яйце, бекон і ковбаса) звичніший, ніж Вотерфордський сніданок.
Загалом 12000 блаа продаються щодня чотирма пекарнями, що виробляють блаа: пекарня Волша, хлібопекарня Кілмаков, хлібобулочна та кав'ярня Барронса та хлібобулочна Гікі. Із чотирьох пекарень, що залишились, у Вотерфорд-Сіті залишаються лише дві. Блаа швидко втрачає свіжість, і найкраще споживається протягом декількох годин після покупки.
Деякі джерела повідомляють, що блаа був завезений у Вотерфорд наприкінці XVII століття гугенотами. Ця теорія заперечується, оскільки, хоча біле борошно існувало ще в XVII столітті, воно не використовувалося широко у масовому виробництві до промислової революції.
Блаа іноді плутають із подібною булочкою, відомою як бап; однак блаа мають квадратну форму, м'якші та тістоподібніші, і найбільш ідентифікуються за допомогою білого борошна, струшуваного над ними перед процесом випікання.
19-го листопада 2013 року Вотерфордському бла Європейська комісія присвоїла статус захищеного географічного зазначення.